# Formula Opel Euroseries
Die Formula Opel Euroseries war eine europäische Meisterschaft für Rennwagen, die der Formel Opel entsprachen.
Die Serie wurde 1988 von der European Formula Drivers Association (EFDA) ins Leben gerufen. Die EFDA selbst organisierte schon vorher europaweite Wettbewerbe für Formelfahrzeuge, im Besonderen für die der Formel Ford. Neben der Euroserie gab es noch weitere nationale Serien in Deutschland, Großbritannien, Irland und den BeNeLux-Ländern. Initial trug die Serie auch den Namen des Automobilherstellers Lotus im Namen. Nachdem Lotus aber von General Motors, den Besitzern von Opel, veräußert wurde, entfiel das Wort Lotus.
Die Fahrzeuge waren ursprünglich mit dem GM C20XE-Zwei-Liter/4-Zylinder-Motor des 1988 Opel Kadett GTE bzw. Vauxhall Astra GTE ausgestattet und verfügten über Flügel. Demnach sollte sich die Formel direkt unterhalb der Formel 3 einordnen. 1999 war dann aber die letzte Saison der Euroserie, nachdem schon alle nationalen Formel-Opel-Serien ihren Rennbetrieb eingestellt hatten. Hauptsächlich lag dies damals an schwindender Unterstützung seitens Opel sowie mangelnder technischer Entwicklung. Die Fahrzeuge waren zu diesem Zeitpunkt in ihrer technischen Basis über zehn Jahre alt.

## Meister
| Jahr | Fahrer                |
| ---- | --------------------- |
| 1988 | Mika Häkkinen         |
| 1989 | Peter Kox             |
| 1990 | Rubens Barrichello    |
| 1991 | Pedro Lamy            |
| 1992 | Gareth Rees           |
| 1993 | Patrick Crinelli      |
| 1994 | Marco Campos          |
| 1995 | Jason Watt            |
| 1996 | Bas Leinders          |
| 1997 | Marcelo Battistuzzi   |
| 1998 | Etienne van der Linde |
| 1999 | Tomas Scheckter       |